# ديفيد ليجا
مايكل ديفيد الكسندر ليجا (بالسويدية: David Lega) (مواليد 12 أكتوبر 1973) سياسي سويدي وسباح بارالمبي سابق حطم 14 رقما قياسيا عالميا خلال مسيرته. في عام 2011 غير حياته المهنية وأصبح نائب عمدة جوتنبرج والنائب الثاني لرئيس حزب الديمقراطيين المسيحيين وفي انتخابات البرلمان الأوروبي لعام 2019 في السويد كان أحد المرشحين الرئيسيين وانتُخب عضوًا في البرلمان الأوروبي.  يعمل حاليا في لجنة الشؤون الخارجية ولجنة حقوق الإنسان.